# Lerista vanderduysi
Lerista vanderduysi — вид сцинкоподібних ящірок родини сцинкових (Scincidae). Ендемік Австралії. Описаний у 2016 році.

## Поширення і екологія
Lerista vanderduysi мешкають в Національному парку Блекбрейс в штаті Квінсленд та в його околицях. Вони живуть у вологих чагарникових заростях, серед пухкого ґрунту.

## Збереження
МСОП класифікує стан збереження цього виду як близький до загрозливого. Lerista vanderduysi загрожує знищення природного середовища.